# Qiezihe
Qiezihe är ett stadsdistrikt i Qitaihe i Heilongjiang-provinsen i nordöstra Kina.